# Dennis Francis
Dennis Francis (27 de noviembre de 1956) es un diplomático de Trinidad y Tobago que se ha desempeñado como representante permanente de su país ante las Naciones Unidas en Nueva York desde 2021. El 1 de junio de 2023 fue elegido presidente de la Asamblea General de las Naciones Unidas en su septuagésimo octavo período de sesiones,  iniciando su mandato el 5 de septiembre de 2023.

## Biografía
Francis estudió geografía en la Universidad de las Indias Occidentales en Mona, Jamaica, y relaciones internacionales en la Escuela de Estudios Internacionales Avanzados Paul H. Nitze de la Universidad Johns Hopkins en Estados Unidos.
Francis trabajó en el consulado de Trinidad y Tobago en Toronto, Canadá, de 1988 a 1996, incluso como Cónsul General Adjunto, antes de convertirse en subdirector de Relaciones Económicas y Comerciales Internacionales en el Ministerio de Asuntos Exteriores de Trinidad y Tobago en 1996 y Director del Departamento Europeo. División de Asuntos Exteriores del Ministerio en 1997.  En 1999 fue nombrado embajador designado en Cuba, República Dominicana y Haití así como alto comisionado en Jamaica, y al año siguiente inició un mandato de cuatro años como representante de su país ante la Autoridad Internacional de los Fondos Marinos .  De 2004 a 2006 se desempeñó como embajador en la República Dominicana antes de ser designado representante permanente de Trinidad y Tobago ante la Oficina de las Naciones Unidas en Ginebra .  Entre 2006 y 2011 también representó a su país en otras organizaciones internacionales en Ginebra y Viena, y fue embajador no residente en Austria e Italia . Desde 2012 hasta su jubilación en 2016, dirigió la Dirección de Relaciones Multilaterales del Ministerio de Relaciones Exteriores de Trinidad y Tobago.
En 2021, Francisco salió de su retiro y fue nombrado representante permanente de Trinidad y Tobago ante las Naciones Unidas en Nueva York . El 1 de junio de 2023 fue elegido Presidente de la Asamblea General de las Naciones Unidas en su septuagésimo octavo período de sesiones,  sucediendo a Csaba Kőrösi de Hungría el 5 de septiembre de 2023. 